# سيدي غانم (إقليم الصويرة)
سيدي غانم هي قرية وجماعة قروية تقع في إقليم الصويرة بجهة مراكش آسفي، المغرب، وبلغ عدد سكانها 4.718 نسمة حسب الإحصاء العام للسكان والسكنى لسنة 2014.